# Хилкрест (Илиноис)
Хилкрест (енгл. Hillcrest) град је у америчкој савезној држави Илиноис.

## Демографија
По попису из 2010. године број становника је 1.326, што је 168 (14,5%) становника више него 2000. године.
| Група             | 2000.       | 2010.       |
| Белци             | 899 (77,6%) | 917 (69,2%) |
| Афроамериканци    | 4 (0,3%)    | 8 (0,6%)    |
| Азијати           | 3 (0,3%)    | 3 (0,2%)    |
| Хиспаноамериканци | 246 (21,2%) | 380 (28,7%) |
| Укупно            | 1.158       | 1.326       |